# 大阪府立日根野高等学校
大阪府立日根野高等学校（おおさかふりつ ひねの こうとうがっこう）は、大阪府泉佐野市に所在する公立の高等学校。

## 概要
略称は「日根高」。普通科専門コースを設置し、2年次より文系・理系と3つの専門コースに課程が分かれ、様々な進路希望に対応する教育課程を組んでいる。「生徒に育みたい力」として「自立」「共生」「友愛」を挙げ、「ICT機器を活用した分かりやすい授業実践」を掲げる。また、学力向上と進路実現に向けた取り組みとして、進路指導室・進路資料室を発展させたキャリアガイダンスセンターを設置する。
元々、大阪府立佐野高等学校を現日根野高校の位置に移転させる目的で、1987年に佐野高校の分校として設立された。しかしその後1995年、佐野高校から分離独立という形で落ち着いた経緯がある。学校では創立年を、分校設置時の1987年と位置づけている。
通常の全日制普通科高校として発足したが、2002年度からは普通科総合選択制へと移行した。2000年度-2007年度は前・後期の2学期制（長期休暇日程は他校とほぼ同じ）を採用していたが、2008年度からは3学期制に戻る。2015年度からは普通科総合選択制を廃止し、普通科専門コース設置校へと転換した。
現在の校歌は独立決定時、当時在籍していた国語教諭が作詞・音楽教諭が作曲をそれぞれ行った。分校時代の校歌は、本校（当時）の佐野高校のものであった。
制服はブレザーを採用している。

## 沿革
大阪府では1970年代から1980年代にかけて高校生の急増期にあたっていて、急増する生徒受け入れへの対策が検討されてきた。1980年代になると、近い将来に生徒減少期に入る見通しとなったことで、新設校の設置は極力抑えて既存校の増学級などでの対応が検討されるようになった。
1980年代半ばには、高校生受け入れの措置として、校舎老朽化などの条件があった既存校について、郊外に分校を作って当面の生徒受け入れに対応し、将来的には分校の位置に本校を移転統合することで生徒減少時代や校舎整備などに対応する「本校分校方式」が提案された。
この状況を受けて、府内に3府立高校の分校設置が構想され、そのひとつとして1987年に大阪府立佐野高等学校日根野校として開校した。同校は、当時の高校生急増期対策で設置された新設高等学校としては最後の設置となった。校地は、池だったところを埋め立てて造成された。
しかしその後学校関係者の希望などから、佐野高校日根野校、および同様の条件で設置された分校計3校は独立校化することになった。大阪府議会で1994年に独立校化の予算承認や条例改正がおこなわれたのち、1995年4月1日付で大阪府立日根野高等学校として独立開校した。

### 年表
- 1987年 - 大阪府立佐野高等学校日根野校として開校。
- 1993年 - 文部省より外国語教育多様化研究協力校、生徒指導研究推進校に指定。
- 1994年 - 大阪府、独立校としての予算化や条例改正を決定。
- 1995年 - 大阪府立日根野高等学校として独立開校。
- 2000年 - 2学期制を実施。
- 2002年 - 普通科総合選択制へ改編。
- 2008年 - 2学期制を廃止し、3学期制に戻す。
- 2015年 - 普通科総合選択制を廃止し普通科専門コース設置校に改編。

## 出身者
- 池田夢見 - 歌手
- 上山容弘 - トランポリン選手
- はまのゆか - 絵本作家・イラストレーター

## 交通
- JR阪和線 日根野駅 東へ約1km。
- 南海本線 泉佐野駅  南東へ約3.6km。